# Toya complexa
Toya complexa är en insektsart som först beskrevs av Frederick Arthur Godfrey Muir 1929.  Toya complexa ingår i släktet Toya och familjen sporrstritar. Inga underarter finns listade i Catalogue of Life.